# فرد نيكلسون
فرد نيكلسون (بالإنجليزية: Fred Nicholson)‏ هو لاعب كرة قاعدة أمريكي، ولد في 1 سبتمبر 1894 في هوني غروف في الولايات المتحدة، وتوفي في 23 يناير 1972 في كيلغور في الولايات المتحدة.

## وصلات خارجية
- فرد نيكلسون على موقعبيزبول رفرنس.كوم (الدوري الرئيسي) (الإنجليزية)
- فرد نيكلسون على موقعبيزبول رفرنس.كوم (الدوري الثانوي) (الإنجليزية)